# Rampón
Rampón was graaf van Barcelona van 820 tot 825.

## Context
Na de afzetting van zijn voorganger Bera, na het verliezen van een duel, werd Rampón door het hof te Aken verkozen tot graaf. Hij kreeg de opdracht zijn gebied uit te breiden tot aan de rivier Segre op de Moren.
Tijdens zijn bewind werden verschillende kloosters gesticht in de Spaanse Mark. Rampón stierf plots in 825, het jaar erop werd hij vervangen door Bernhard van Septimanië.